# Germán Mesa
Artikeln följer den spanska namnseden; faderns efternamn är Mesa och moderns efternamn Fresneda.
Germán Mesa Fresneda, född den 12 maj 1967 i Havanna, är en kubansk före detta basebollspelare som tog guld för Kuba vid olympiska sommarspelen 1992 i Barcelona, och som även tog silver vid olympiska sommarspelen 2000 i Sydney.
I oktober 1996 stängdes Mesa av från baseboll på livstid av de kubanska myndigheterna eftersom det påstods att han tagit emot pengar från en amerikansk idrottsagent. Avstängningen hävdes dock 1998.